# Mayoux
Pour l’article ayant un titre homophone, voir Mailloux.
Mayoux est une localité de Suisse.
Avant la fusion entre les villages de la vallée de 2009, le village faisait partie de la commune de Saint-Jean.

## Localisation
Le village est situé dans le val d'Anniviers et appartient à la commune de Anniviers.

## Population et société

### Surnom
Les habitants de la localité sont surnommés les Tsapla-Tsoux, soit les hacheurs de choux en patois valaisan.

## Histoire
Les premières références à Mayoux datent du XVIe siècle. Le village faisait partie de la commune des Fras, entre Mayoux et le village de Vercorin. Le village était à l'époque connu sous le nom de Maÿeur.